# Saint Charles, Missouri
Saint Charles (på franska Saint-Charles; på spanska San Carlos; ofta förkortat St. Charles) är en stad i Saint Charles County i delstaten Missouri i USA, där den fungerar som huvudort (county seat). År 2010 hade staden en invånarmängd på 65,794, vilket gör den till den näst största staden i Saint Charles County. Saint Charles ligger strax nordväst om Saint Louis invid Missourifloden, och spelade under en tid en viktig roll i de Förenta staternas utbreddning västerut. Det är den tredje äldsta staden väst om Mississippi, och grundades 1765 under det franska namnet Les Petites Côtes (på engelska The Little Hills; på svenska De små kullarna) av Louis Blanchette, en franskkanadensisk pälshandlare. Saint Charles var även den sista "civiliserade" punkten under Lewis och Clarks expedition år 1804.
Saint Charles var Missouris första huvudstad från 1821 till 1826, och var dödsplatsen för helgonet Rose Philippine Duchesne, och i staden återfinns även hennes helgedom. Det är också här som St. Louis National Weather Service finns, där den brukas för centrala, östcentrala och nordöstra Missouri, samt västcentrala och sydvästra Illinois.